# Stefan Burileanu
Stefan Burileanu, romunski general, * 1875, † 1951.